# Niente di personale (Big Fish)
Niente di personale è il secondo album in studio del disc jockey italiano Big Fish, pubblicato il 24 settembre 2013 dalla Doner Music.

## Descrizione
L'album ha visto la partecipazione di molti cantanti famosi tra cui Morgan, J-Ax, Arisa e Caparezza. In questo album sono presenti anche remix di singoli di successo quali Alfonso di Levante e Una storia semplice dei Negramaro.

## Tracce
1. La macchina del tempo (feat. Rancore) – 4:29
2. Lasciami leccare l'adrenalina (feat. Manuel Agnelli) – 3:39
3. Una storia semplice (Remix feat. Negramaro) – 3:53
4. Io faccio (feat. Morgan) – 4:35
5. Cosa hai da perdere ormai (feat. Sick Tamburo) – 3:39
6. Luce sarà (feat. Arisa) – 3:30
7. Tensione evolutiva – 3:52
8. Solo col mic (feat. Caparezza) – 3:59
9. Insostituibile (feat. Andrea Nardinocchi) – 3:47
10. Mayday (feat. J-Ax) – 3:48
11. Non si torna indietro (feat. Serpenti) – 3:59
12. Ballare (feat. Nesli) – 3:47
13. Alfonso (Remix feat. Levante) – 3:37
14. Nuovomondo (feat. Caneda) – 3:31